# Marcheseuil
Marcheseuil település Franciaországban, Côte-d’Or megyében. Lakosainak száma 151 fő (2022. január 1.). Marcheseuil Diancey, Vianges, Voudenay, Allerey, Bard-le-Régulier, Jouey, Magnien és Manlay községekkel határos.

## Népesség
A település népességének változása:
| Lakosok száma | 226  | 181  | 160  | 137  | 162  | 155  | 156  | 160  | 155  | 151  |
|               | 1968 | 1982 | 1990 | 2006 | 2013 | 2015 | 2017 | 2019 | 2020 | 2022 |